# Ryan Bennett
Ryan Bennett (Grays, Inglaterra, 6 de marzo de 1990) es un exfutbolista británico que jugaba como defensa.

## Trayectoria
Bennett se formó en la academia del Ipswich Town, pero debutó como futbolista profesional con el Grimsby Town de la League Two en abril de 2007.
En 2010, firmó con el Peterborough United de la Football League Championship, y en 2012 dio el salto a la Premier League cuando fue firmado por el Norwich City, donde jugó en 119 encuentros. Luego de finalizado su contrato, el 31 de mayo de 2017 firmó por tres años con los Wolverhampton Wanderers, equipo al que ayudó a ganar la Championship en la temporada 2017-2018.
El 31 de enero de 2020 el Leicester City F. C. logró su cesión hasta final de temporada con opción de compra. En octubre de ese mismo año abandonó definitivamente los wolves y firmó por tres años con el Swansea City A. F. C. Acordó su salida del club en septiembre de 2022 y estuvo sin equipo hasta que en enero firmó con el Cambridge United F. C. para lo que quedaba de temporada.
En octubre de 2024 hizo pública su retirada, decisión que tomó cuatro meses antes de finalizar la temporada 2023-24.

## Selección nacional
Internacionalmente, representó a la selección de fútbol de Inglaterra en las categorías inferiores, específicamente en los equipos sub-18 y sub-21.

## Clubes
| Club                          | País       | Año       | Partidos | Goles |
| ----------------------------- | ---------- | --------- | -------- | ----- |
| Grimsby Town F. C.            | Inglaterra | 2007-2009 | 117      | 6     |
| Peterborough United F. C.     | Inglaterra | 2009-2012 | 100      | 7     |
| Norwich City F. C.            | Inglaterra | 2012-2017 | 119      | 2     |
| Wolverhampton Wanderers F. C. | Inglaterra | 2017-2020 | 92       | 3     |
| Leicester City F. C. (cedido) | Inglaterra | 2020      | 5        | 0     |
| Swansea City A. F. C.         | Gales      | 2020-2022 | 49       | 0     |
| Cambridge United F. C.        | Inglaterra | 2023-2024 | 64       | 1     |